# Svenska språket i USA

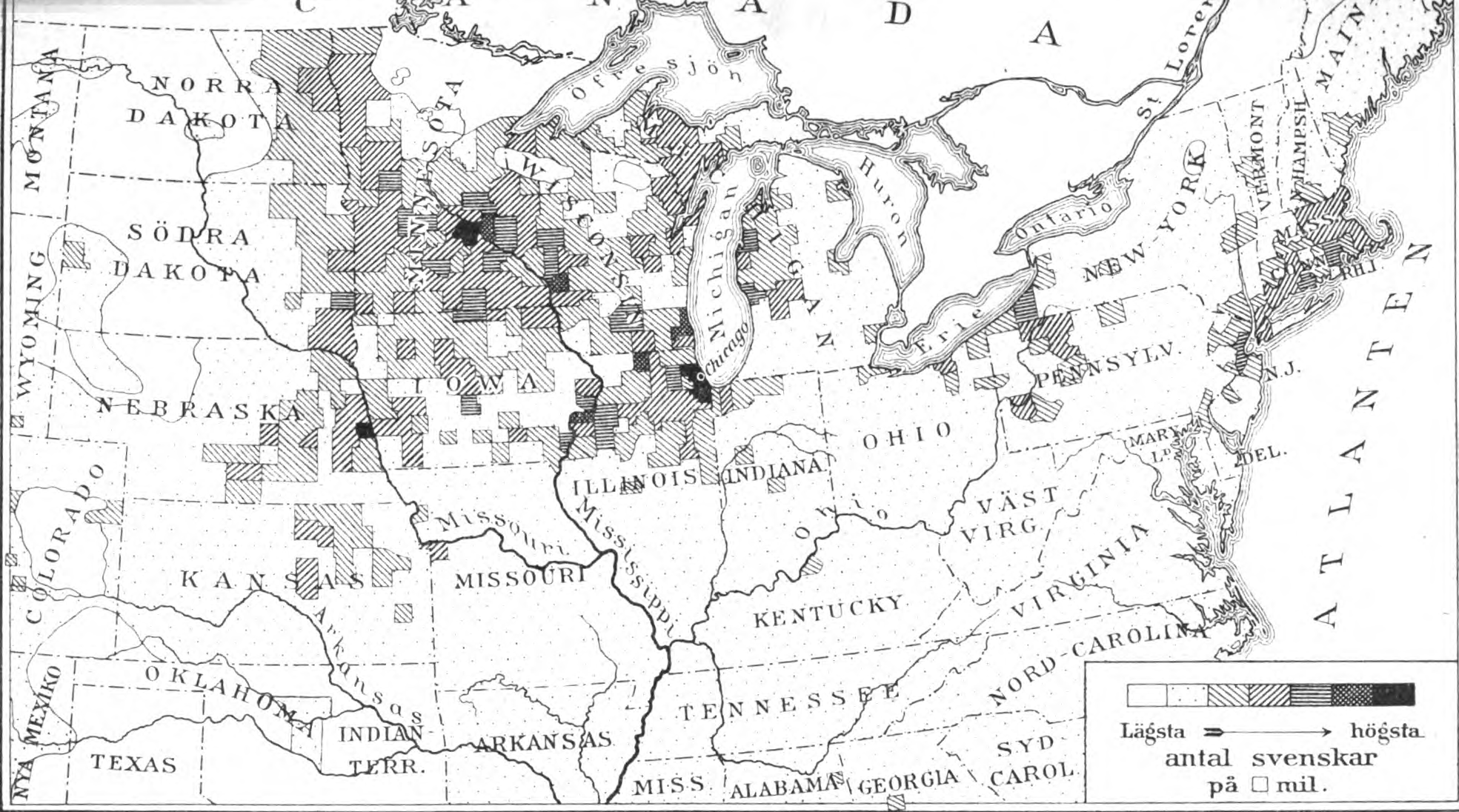
Den svenska befolkningens huvudsakliga utbredning och täthet i USA år 1900.

Svenskamerikaner i USA enligt folkräkningen år 2000.

Svenska har i stort sett talats kontinuerligt i USA sedan 1600-talet, då kolonin Nya Sverige bildades år 1638 vid Delawareflodens mynning. Även om kolonin fick sitt slut 1655, levde svenskan kvar där till början av 1800-talet, och hade som mest knappt 1 500 talare i början av 1700-talet. Under slutet av 1700-talet kom många svenskar att utvandra till Nya England, och 1836 grundade 22 svenskar i New York en svensk förening – ”The Swedish Society of New York”.
I mitten av 1800-talet påbörjades den stora emigrationen från Sverige till Nordamerika, då omkring 1,3 miljoner svenskar utvandrade – främst till USA. Dessa utvandrare formade i många fall svenskspråkiga enklaver där skolundervisning och gudstjänster bedrevs på svenska, och där man läste och gav ut svenskspråkiga tidningar. Dessa utvandrares och deras ättlingars svenska dialekter brukar kollektivt benämnas amerikasvenska. 
Runt år 1900 uppskattades antalet svenskspråkiga i Nordamerika till 1,5 miljoner – omkring en femtedel av världens svenskspråkiga befolkning. Allt sedan 1920-talet har svenskan i svenskbygderna emellertid varit på tillbakagång till förmån för engelskan. Vissa ättlingar till de tidiga utvandrarna kom dock att växa upp i svenskspråkiga enklaver, och talade i vissa fall inte engelska förrän de började skolan. Vid en forskningsresa till USA:s svenskbygder 2011 påträffades alltjämt flera sådana svenskspråkiga ättlingar, även om alla var över 80 år. Endast i undantagsfall har svenskan förts vidare i fjärde generationen.
Under 1900-talet har svenskspråkiga kontinuerligt utvandrat till USA i mindre skala, och år 2000 fanns 56 000 svenskspråkiga i USA, varav drygt 11 000 i Kalifornien.

## Svenskan i Nya Sverige

Nya Sverige

Det svenska språkets närvaro i Nordamerika sträcker sig tillbaka till 1638 då kolonin Nya Sverige bildades. Kolonin erövrades av Nederländerna 1655, men svenskan levde kvar ytterligare 150–170 år till och med början av 1800-talet. Man räknar med att totalt cirka 700 kolonister kom till Nya Sverige. Av dessa hade drygt hälften svenska som modersmål, de övriga finska, nederländska, lågtyska och högtyska. Med lokalt födda svenskspråkiga borde antalet svensktalande varit som högst strax under 1 500.
Inte mycket är känt om den svenska som talades i Nya Sverige, men språkvetaren Mikael Parkvall har studerat samtida källor och sammanställt vad som är känt om kolonisternas svenska dialekt. Den främsta källan till detta är Per Kalms anteckningar från hans vistelse i kolonin åren 1748–1749. Kalms ändamål var främst att beskriva växt- och djurlivet, men han kommenterar också språket i viss mån.

### Dialekten i Nya Sverige
Bland de svenskspråkiga kolonister som anlände till Nya Sverige kom 45 procent från Mälardalen, 24 procent från Västergötland, 10 procent från Svenskfinland och 7 procent från Åland. Eftersom kolonisterna från början talade skilda dialekter, kom dessa med tiden att konvergera till en enhetlig dialekt, s.k. koineisering (engelska: koinéization). Denna konvergerade dialekt låg relativt nära svenskt standardspråk, vilket dels beror på att det var kolonisternas minsta språkliga gemensamma nämnare, och möjligen på kolonisternas relativt höga utbildningsgrad med inflytande från präster och andra ur den bildade klassen. Samma fenomen har noterats för andra emigrantdialekter, t.ex. kanadensisk franska.
Även om mälardalingarna var flest till antalet, finns det tecken på att västgötarna åtnjöt relativt stort inflytande. Historikern Sten Carlsson nämner 14 familjer som särskilt inflytelserika, varav 8 var västgötska. Detta syns t.ex. i dialekten, som verkar ha haft en något västgötsk prägel. Pehr Kalm skriver i sin dagbok: ”Språket kommer närmast överens med den Svenska de tala i Wästergyllen” (d.v.s. Västergötland). Kalm antecknar många namn för djur och växter, och flera av dessa har västsvenskt ursprung, t.ex. hattbär för ’svarthallon’ (jämför västgötska hattebär ’jordgubbe’) eller rösselvissla för ’jordekorre’ (jämför halländska och västgötska rösslevessla ’hermelin’). Det finns också indicier om vissa västsvenska vokaler, t.ex. ett öppet ä-ljud [æ], representerat av stavningar som Bankson ’Bengtsson’, eller ô-vokalen /ɞ/, representerat av stavningar som trötta ’trava’ (av engelska trot), vilket i så fall också kan ses som en allmän arkaism. Kalms sagesmän använder sig också av denna hellre än den här, vilket redan på 1600-talet var ett götaländskt ord.
Ett annat möjligt konservativt drag i dialekten menar Parkvall är en mera central realisering av u-vokalen /ʉ/, representerat av stavningar som lusa ’förlora’ (av engelska lose) eller knuträ för ’kanotträd’ (hörbart slut-t är ett senare läsuttal). Ortnamnet Passyunk stavas på svenska omväxlande med -unk och -ung. Den senare stavningen menar Parkvall skulle kunna representera ett hörbart g-ljud i slutet av ng-ljudet på svenska. Tj-ljudet verkar ha haft ett hörbart t-förslag, av stavningar som kipare ’billigare’ (av engelska cheap) och kipakka ’mockasin’ (av lenapiska (mach)tschipak) att döma.

### Språkpåverkan
Svenskan i Nya Sverige påverkades av andra närliggande språk, främst vad gäller lånord. Det absolut största långivande språket är engelskan, vilken kom att påverka svenskan i Nya Sverige på alla nivåer i slutskedet av dialektens överlevnad. Tidiga lån från engelskan utgör en del översättningslån, t.ex.  vilska körsbär ’virginiahägg, glanshägg’ (av engelska wild cherry), krabbträd ’vildapel’ (< eng. crab tree), bäverträd ’magnolia’ (< eng. beaver-tree). Vissa ord har direktlånats, men anpassats till svenskans ljudsystem, t.ex. påk ’kermesbär’ (< eng. pokeweed), vipperivill ’nattskärra’ (< eng. whippoorwill).
I slutet av svenskans levnadsfas blev de engelska lånen mer frekventa. Kalm skriver: ”De Svenska hafva alldeles förglömt det ordet hända, och bruka alltid happna i dess ställe.” Han antecknar även ord som klöver ’klok’ (< eng. clever), simar ’verkar’ (< eng. seem), småka ’röka’ (< smoke), m.fl.
Några lån kommer från lenapiska, språket som talades av lenaper, ursprungsbefolkningen i Nya Sverige. Till dessa hör espan ’tvättbjörn’, taho ’munkhätta’, taki ’guldkalla’, sakiman ’hövding’ och kipacka ’guckusko, mockasin’. En del lån kommer även från nederländska, såsom  skedträd ’bredbladig kalmia’ (< nederländska lepelboom), nötblom ’valnötsträd’ (< nootbloom), rattelslang ’skallerorm’ (< ratelslang), m.fl.

### Svenskans försvinnande
Nya Sverige gick förlorat som koloni 1655 och införlivades i Nya Nederländerna. Kolonin hade då färre än 1 000 invånare, jämfört med de nederländska och franska kolonierna som hade ett par tusen, och de engelska som hade över 70 000. Staden Philadelphia anlades av engelsmän i den norra delen av området och växte fort, vilket innebar ett hårt slag mot svenskan i området. År 1790 utgjorde svenskarna 3,8 procent i delstaten Delaware och var betydligt färre i granndelstaterna. Ännu år 1677 behärskade inte den svenska befolkningen engelska, men från och med 1680-talet ökade antalet engelskspråkiga inflyttare betydligt. På 1740-talet rapporterades det att vissa svenskättlingar inte längre kunde svenska, och en del svensktalande beklagade svenskans förfall och utdöende. År 1759, över 100 år efter att kolonin hade gått förlorad fanns fortfarande äldre svenskar som inte behärskade engelska. De flesta svenskar som växte upp i Philadelphia behärskade dock enbart engelska; av svenska kyrkans 430 medlemmar i Philadelphia, kunde endast 20 svenska.
Svenska språkets sista utposter i Nya Sverige var orterna Rapapo (nuvarande Repaupo) och Ratkung (”Raccoon”, nuvarande Swedesboro). Ratkung var relativt isolerat, men år 1790 behärskade enbart en tredjedel av ortens befolkning svenska. Förmodligen överlevde svenskan en liten bit in på 1800-talet innan den dog ut.
Det går att följa svenskans status i brev från brittiska undersåtar till hemlandet. De begär år 1693 svenskspråkiga präster till Nya Sverige. År 1758 ville man att prästerna skulle kunna predika även på engelska, och 1786 behövdes inte längre några svenskspråkiga präster eftersom språket höll på att dö ut. Den sista av dessa präster, Nils Collin avled i Philadelphia 1831.. När nybyggaren Gustaf Unonius besökte Philadelphia och Wilmington 1850 träffade han svenskättlingar som kunde ett och annat svenskt ord och några andra utvandrare från Sverige som med svårighet kunde uttrycka sig på svenska.

## Amerikasvenska

### Antalet svenskar och svenskspråkiga

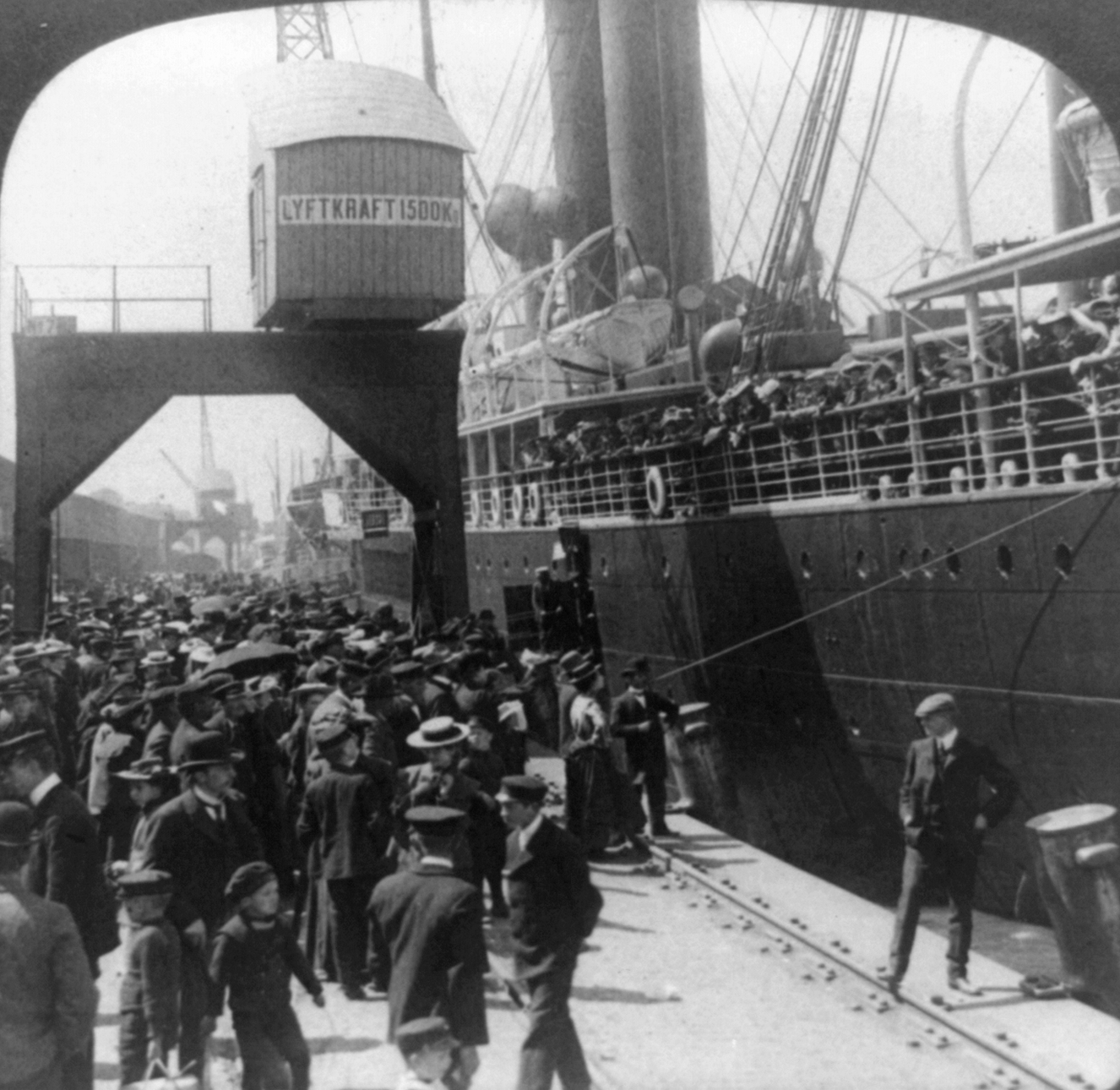
Svenska utvandrare går ombord på ett fartyg i Göteborg 1905.

Mellan sent 1800-tal och tidigt 1900-tal utvandrade omkring 1,3 miljoner svenskar till Nordamerika, och antalet svenskamerikaner uppgick enligt den amerikanska folkräkningen år 1900 till knappt 1,75 miljoner. Den svenskamerikanske skolmannen Gustav Andreen räknade år 1900 med att färre än 5 procent av dessa ej talade svenska. Hans slutsats blev att antalet personer som använde svenska som talspråk var åtminstone 1,5 miljoner. Sveriges befolkning var år 1900 drygt 5 miljoner, vilket betyder att en stor del av världens svenskspråkiga vid den här tiden bodde i Amerika.
Före sekelskiftet var svenskarnas samhällen i USA så gott som enspråkigt svenska. Allt eftersom den nya generationen lärde sig engelska i amerikanska skolor, kom svenska och engelska att få en mera jämbördig ställning fram till första världskriget. Därefter tog engelskan över och 1930 redovisade den amerikanska folkräkningen 615 000 personer med svenska som modersmål, och ytterligare något tiotal tusen i Kanada, vilket utgjorde cirka 10 procent av världens svenskspråkiga. Antalet personer i USA av svensk härstamning intill andra generationen var vid tidpunkten 1,5 miljoner; alltså hade drygt 40 procent av svenskamerikanerna svenska som modersmål vid den här tiden. 1940 hade antalet modersmålstalare sjunkit till 374 000 inom USA, och dessa var i huvudsak i pensionsåldern.

### Svenskspråkiga institutioner

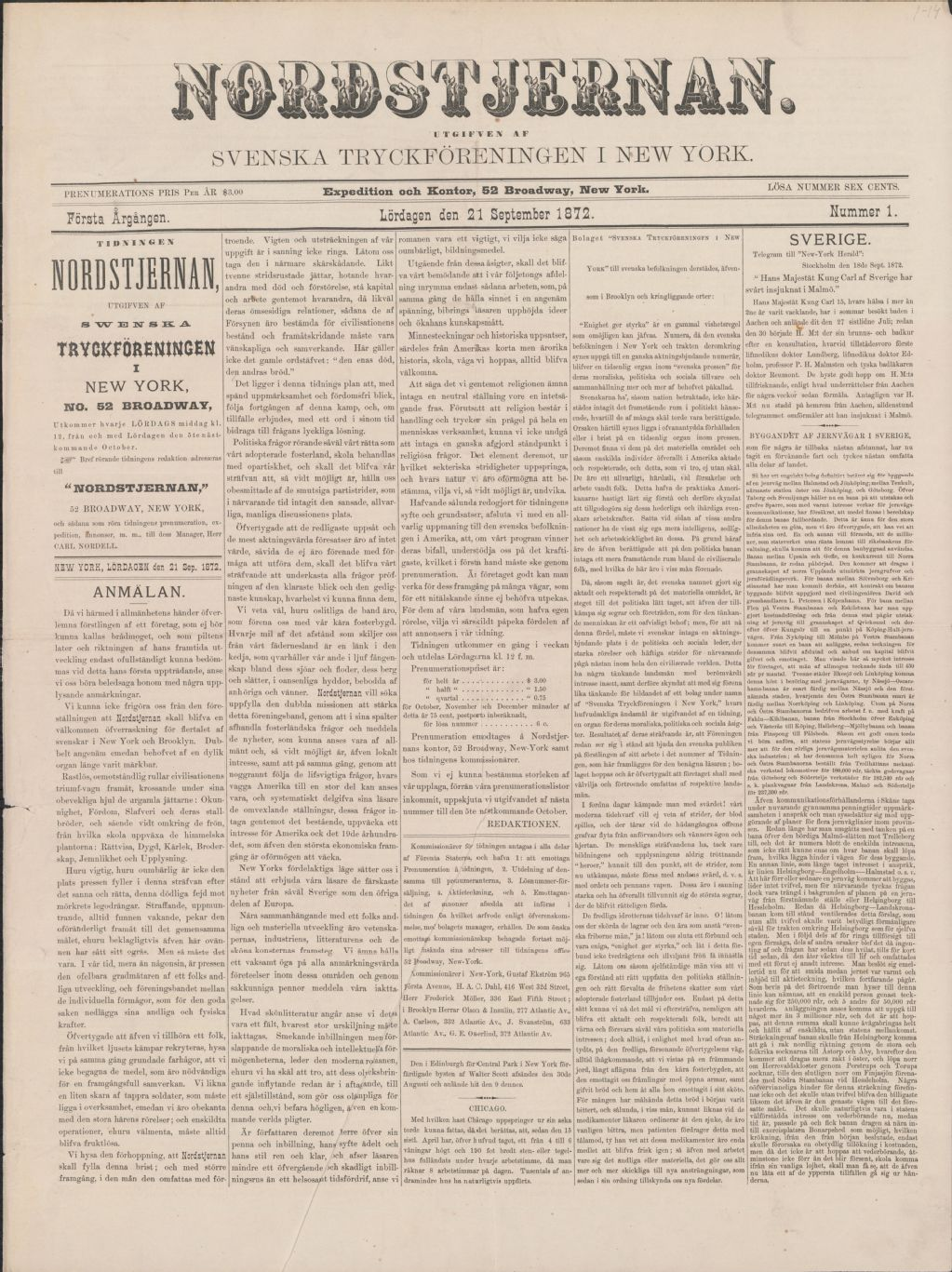
Omslag till första utgåvan av den svenskamerikanska tidskriften Nordstjernan från den 21 september 1872.

De tidiga emigranterna från Sverige behärskade sällan något annat språk än svenska, och bosatte sig i regel tillsammans. Således blev svenskan modersmålet även för dem som växte upp i dessa kolonier. Man gick i svenskspråkig skola, läste svenskspråkiga tidningar och hade gudstjänst på svenska. Gustav Andreen uppskattade år 1900 att det förekom predikningar på svenska två till tre gånger i veckan i 1200 kyrkor och predikolokaler i USA. Därtill bedrevs även söndagsskola och konfirmationsundervisning på svenska.
1855 grundades tidningen Hemlandet, och 1886 ska det ha funnits åtminstone 174 svenskspråkiga tidningar, varav flera med ett prenumerantantal på 20 000–30 000. De tolv mest spridda tidningarna hade ett gemensamt prenumerantantal på 180 000, och Gustav Andreen räknar med att den svenskamerikanska tidningspressen hade omkring en miljon läsare år 1900.
Svenskamerikanerna lät också inrätta colleges som bedrev undervisning på svenska, t.ex. Gustavus Adolphus College och Augustana College.
Allteftersom engelskan blev det vanligare vardagsspråket kom de svenskspråkiga institutionerna också att krympa. I början av 1960-talet fanns knappt ett tiotal svenskspråkiga tidningar kvar, och gudstjänst på svenska förekom i mycket liten omfattning. En av de tidigare största svenskspråkiga tidningarna, Svenska Amerikanaren Tribunen lade ner 1985, och Augustanasynoden, Svenska kyrkans dotterkyrka i Amerika, upphörde år 1962. Tidningen Nordstjernan finns ännu kvar (2023), men publicerar mestadels på engelska.

### Amerikasvenskans språkliga kännetecken
1903 teoretiserade Adolf Noreen att det svenska språket i USA kunde komma att bli ”en tredje själfständigt berättigad riksspråksform” jämte ”högsvenska” (d.v.s. rikssvenska) och finlandssvenska. Uttalandet kom under en period då utvandringen till USA fortfarande var stark, och en sådan framtida utveckling var skönjbar. Under 1920-talet skedde dock ett språkskifte då svenskamerikanerna alltmer övergick till engelska vilket bröt denna utveckling. Amerikasvenskan kom ändå att utgöras av två huvudsakliga varianter: en standardnära amerikasvenska utan större dialektal prägel, och en variant med mera tydlig prägling av dialekten hemma i Sverige. 

#### Dialekter
När svenska utvandrare kom till USA bosatte de sig ofta i samma område som anhöriga eller där folk från samma trakt hade bosatt sig. Detta fick följden att dialekten i vissa svenskbygder var präglat av dialekten i den trakt där bosättarna kom ifrån. I Chisago Lake-området i Minnesota var man medveten om en dialektgräns som gick mellan Center City och Almelund, vilket troligen är resultatet av att Almelund övervägande befolkades av utvandrare från Blekinge. Chisago Lake befolkades däremot främst av smålänningar och den lokala sydsmåländskan var föremål för många skämt; man kunde t.ex. citera meningen den blåa båten är vår båt med tydliga /au/-diftonger som exempel på hur äldre personer i området talade.
Isanti County med huvudorten Cambridge koloniserades av dalkarlar från Orsa, Rättvik, Venjan m.fl., och i Chisago County var man medveten om det ”obegripliga” dalmålet i detta område. Omkring 1920 ska dalmålet i denna trakt ha varit så dominerande att nybyggare som talade en annan dialekt av svenska ofta fick lära sig dalmål. I vissa fall kunde nybyggarna få använda engelska som hjälpspråk om dialektförbistringen var alltför stor.. I Bishop Hill ska man ha talat något man kallade för ”Bishop Hill-svenska”, en sorts utjämnad hälsingedialekt med en del konservativa drag men också med anglicismer.  I Texas befolkades orter runt Austin av svenskar från företrädesvis Småland men även av några familjer från Skåne, därav ortnamnet Lund.
Det var emellertid enbart i dessa homogena, slutna jordbrukssamhällen som traditionella svenska dialekter kunde bevaras och föras vidare till tredje generationen. I områden med nybyggare av mera heterogent geografiskt ursprung försökte man i regel anpassa sin svenska till en dialekt med högre prestige, den ”riktigaste” svenskan. Högst prestige hade svenskan i de mellansvenska landskapen, dialekterna kring Mälaren, Värmland och södra Norrland. Även dialekterna från Östergötland, Västergötland, norra Småland och i viss mån Öland kunde godtas som acceptabel svenska, men t.ex. gotländska, sydsvenska och andra dialekter längre bort från dessa områden hade låg prestige. Landskapens faktiska geografiska förhållande till varandra hade svenskamerikanerna dock i regel ingen klar uppfattning om.

#### Dialektutjämning och standardspråk
Dialektutjämningen påverkades också av typen av utvandring; om utvandrarna kom direkt från sin hembygd och utvandrade till sina anhöriga i USA, så kallade direktemigranter, eller om de först flyttade in till en annan plats i Sverige för att arbeta och tjäna ihop pengar till biljetten till Amerika, så kallade sekundära emigranter. Direktemigranterna kunde lättare leva i samma sociala former som de hade gjort i Sverige, och behöll också därför sin lokala dialekt i högre mån. Dessa emigranter kom i regel från ett område som sträckte sig från sydöstra Småland, sydvästra Östergötland, Västergötland, Dalsland, Värmland, västra Dalarna och västra Härjedalen samt vissa delar av norra Skåne och västra Blekinge. Eftersom de sekundära emigranterna å andra sidan vistades utanför hemorten under en tid kom även deras lokala dialekt att utjämnas i högre mån. Utvandrare ifrån exempelvis Hallands landsbygd reste i stället först till Halmstad, Göteborg eller liknande städer. Halländska utvandrare kom inte heller att bilda sammanhållna kolonier, vilket gjorde att inga traditionella halländska dialekter kom att bevaras i USA, trots att Hallands län hade högst antal emigranter.
Amerikasvenskan kunde därför delas in i två övergripande varieteter: (a) ett utjämnat standardnära språk med begränsad dialektal variation som talades i städer, större samhällen och i bildade kretsar; (b) traditionella dialekter som talades på landsbygden på farmer och i mindre samhällen. Båda kunde uppvisa en mer eller mindre stark påverkan från engelskan, och gränsen mellan dessa var flytande. Majoriteten talade den första varianten, år 1950 var 243 000 av 325 000 svenskfödda amerikaner bosatta i städerna, knappt 75 procent.
Den amerikanska standardsvenskan talades främst i städerna av folk som umgicks med svenskar med ursprung från olika platser i Sverige. Detta ledde till att talarna anpassade sitt tal efter varandra, s.k. koineisering, och dessutom medvetet slipade bort mera påfallande dialektala drag. Amerikasvenskarna var dock i regel sämre på att skilja mellan dialekt och riksspråk, vilket ledde till att talarna ofta kunde vara mer påverkade av sin hembygds lokala dialekt än riksspråkstalare i Sverige, som snarare talade regionalt standardspråk. Det amerikanska standardspråket gav också intrycket av att vara mer arkaiskt än det svenska. Detta beror dels på att amerikasvenskan var isolerad från Sverige och inte deltog i vissa utvecklingar, dels på att svenskspråkiga tidningar var strängt puristiska, dels att talarna ofta hörde svenska i kyrkorna, där språket var religiöst och mera konservativt.

#### Språkkontakt och engelsk påverkan
Mycket karakteristiskt för amerikasvenskan är även det engelska inflytandet. Redan Gustaf Andreen skriver år 1900 att det engelska inflytandet är skönjbart såväl i uttalet som i ordvalen. I amerikasvenskan kunde engelska ord lånas in i svenskan som direktlån (”överföring”), då det mer eller mindre kunde anpassas till svensk fonologi, t.ex. stove ’spis’, jug ’kruka’ (med engelskt uttal [dʒʌɡ] eller med svenskt uttal [jɵɡː] eller [jʊɡː]). Engelska ord kunde även lånas in som översättningslån (”kopiering”), t.ex. lina i betydelsen ’gräns’ (engelska line), hyra i betydelsen ’leja, anställa’ (engelska hire). Vissa lån var mer lexikaliserade eller integrerade i det svenska ordförrådet, genom att t.ex. ha givits en svensk morfologisk form, t.ex. kars ’bil’ (av pluralformen cars), karna ’hörna’ (av corner), bågge ’kärra’ (av buggy), eller en svensk fonologisk form, jämför jug ovan.
Engelska lexem kunde förses med svenska böjningsändelser eller avledningsändelser, t.ex. settlare ’bosättare’, easig ’lätt’, stove-ar ’spisar’, osv.  Flerordsfraser kunde anpassas eller lånas i olika mån, så att engelskans makes his living ’förtjänar sitt levebröd’ kunde i amerikasvenskan uppträda som makes his living, make-ar sin (hans) living, gör sin living, make-ar sin levnad, gör sin levnad.
| ”                                       | Jag mixart – vad jag figurar – när jag talar svenska nu så hör du att jag — mixar i ett ord engelska ibland. That’s my — way of putting it. Ja. Jag mixar upp-at lite. | „ |
| – Manlig informant född 1900 i Amerika, | |   |

Amerikasvenskarna var i regel medvetna om språkblandningen och engelskpåverkad svenska kunde gå under benämningen Lindströmsvenska eller hälften och hälften (half and half). Blandningen tog sig också uttryck i många olika typer av skämt.

### Dagens amerikasvenska

Fördelningen av svenskspråkiga i USA år 2000.

År 2000 talades svenska av drygt 56 000 personer i USA och 2006 av knappt 15 000 personer i Kanada. De flesta av dessa är dock själva immigranter, eller ättlingar till mera sentida immigranter. Svenskspråkiga ättlingar till den stora utvandringen runt förra sekelskiftet var få år 2011, och de var alla över 80 år; endast i undantagsfall har svenskan förts vidare i fjärde generationen. Förutsättningarna för att lära sig svenska har också varit olika för dessa grupper. Några av ättlingarna till de tidiga amerikasvenskarna som intervjuades år 2011 var födda i svenskspråkiga enklaver, och förstod inte engelska förrän de började skolan. De mera sentida amerikasvenskarna kunde i regel tala engelska redan innan de anlände i USA och deras barn växte inte upp i en sådan svenskspråkig gemenskap.

## Forskning

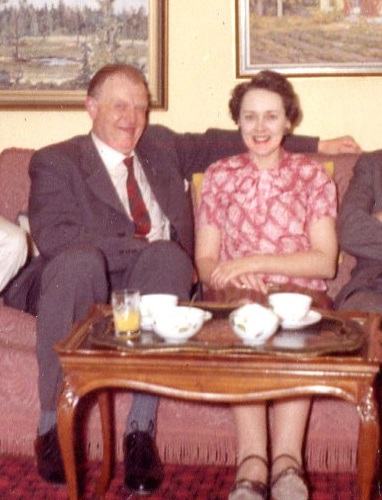
Folke Hedblom hos Birgit Ridderstedt på dialektinspelningsresa i USA 1961.

Amerikasvenskan dokumenterades mera systematiskt först i början av 1960-talet av Folke Hedblom och Torsten Ordéus, som reste till Mellanvästern och spelade in cirka 300 timmar med amerikasvenskt tal, vilket resulterade i flera studier och artiklar.
År 1961 disputerade den svenskamerikanske språkforskaren Nils Hasselmo vid Augustana College med en avhandling om amerikasvenska. Han kom sedan under många år att studera amerikasvenskan, vilket kulminerade i boken Amerikasvenska (1974), som blev ett klassiskt verk inom språkkontakt och tvåspråkighet.
Hösten 1967 reste redaktör Anders Olsson i Mora och fotografen Per Holger Eriksson till USA för att dokumentera dalsk kultur hos ättlingar till utvandrare från Dalarna, vilket resulterade i 25 bandrullar med inspelningar, eller renskrivet 1 160 maskinskrivna A4-sidor. Resan finansierades av Anders Diös och skedde i samråd med Folke Hedblom och sammanställdes av Stig Björklund.
År 2011 genomfördes forskningsprojektet Svenskan i Amerika med forskare från Institutet för språk och folkminnen, Göteborgs universitet och Stockholms universitet. Målet med projektet var att undersöka hur svenskan i USA låter i dag, och hur den skiljer sig från amerikasvenskan 50 tidigare.